# گریه (ترانه بنسون بون)
«گریه» (انگلیسی: Cry) ترانه‌ای از خواننده و ترانه‌پرداز آمریکایی، بنسون بون است. این تزانه در ۴ آوریل ۲۰۲۴ از طریق نایت استریت و وارنر رکوردز به‌عنوان یکی از قطعات آلبوم نخست او با نام آتش‌بازی و رول‌بلیدها (۲۰۲۴) منتشر شد. ترانه توسط بون، جک لافرانتس و مالای نوشته شده است و مالای تهیه‌کنندگی آن را نیز برعهده داشته است. «گریه» پس از انتشار آلبوم در سراسر جهان وارد جدول‌های فروش شد و به رتبهٔ ۶۰ در ایالات متحده و ۵۵ در بریتانیا رسید. این ترانه از سوی طرفداران به عنوان یکی از قطعات محبوب آلبوم شناخته شده است.

## پیش‌زمینه
در ژانویه ۲۰۲۴، بنسون بون ترانهٔ «چیزهای زیبا» را منتشر کرد که با موفقیت تجاری گسترده‌ای روبه‌رو شد و در چندین کشور به رتبهٔ نخست جدول فروش رسید. چند ماه بعد، آلبوم نخست او به نام آتش‌بازی و رول‌بلیدها رسماً معرفی شد.

## آهنگسازی
«گریه» در آغاز حال‌وهوای یک بالاد آرام را دارد و سپس به قطعه‌ای پاپ راک پرانرژی و تند با مضمون دل‌شکستگی تبدیل می‌شود. این ترانه خام، صادقانه و از نظر احساسی عمیق است و تمرکز آن بر تجربهٔ دست‌کاری روانی و گس‌لایتینگ در یک رابطهٔ عاطفی است.